# École de gestion Telfer
L’École de gestion Telfer est une école d’administration des affaires située à l’Université d’Ottawa. Ian Telfer, ancien diplômé du programme de MBA de l’École de gestion et président du conseil de Goldcorp Inc. lui a fait un don de 25 millions de dollars. C’est ainsi que le 8 mai 2007, l’École a pris le nom d’École de gestion Telfer.

## Historique
En 1969, on fonde la faculté des sciences de la gestion de l’Université d’Ottawa et on nomme Joseph Debanné comme le premier doyen de celle-ci. On change le nom de la faculté pour le nom de Faculté d’administration en 1977. Dès le début des années 1980, les inscriptions atteignent les 3 000 étudiants et on ajoute aux programmes de l’École des programmes d’enseignement coopérative et des programmes d’études supérieures, l’École déménage ainsi au pavillon Vanier de l’université. En 2000, Michael J. Kelly est nommé doyen de l’École, en 2011 le poste est occupé par François Julien. Au cours du début des années 2000, l’École obtient les agréments de l’Association to Advance Collegiate Schools of Business (AACSB, en 2003) et de l’Association of MBAs (AMBA, en 2005). Après une contribution de 25 millions de dollars venant de Ian Telfer, diplômé du programme MBA, on nomme l’École de gestion Telfer. Finalement, en 2007, l’École de gestion déménage au nouveau pavillon Desmarais.

## Programmes d'études
L'école de gestion Telfer offre plusieurs différents programmes dans les deux langues officielles du Canada, le français et l’anglais.  Les trois niveaux d’études sont ceux du premier cycle, du deuxième cycle et les formations des cadres.

### Programmes du premier cycle
Le baccalauréat en sciences commerciales (B.Com.) est un programme de quatre ans qui permet aux étudiants d’acquérir les compétences pour une carrière dans le monde des affaires. Il est offert avec huit options ou spécialisations : spécialisation en comptabilité, spécialisation en systèmes d’information de gestion, option en affaires électroniques, option en entrepreneuriat, option en finance, option en gestion des ressources humaines, option en gestion internationale, option en management, option en marketing et sans option.
Les certificats du premier cycle sont des programmes de 10 cours offrant de la connaissance en gestion. Les deux certificats sont le certificat en administration des affaires et le certificat en gestion des ressources humaines.

### Programmes du deuxième cycle
Les programmes de maîtrise sont offerts pour approfondir les connaissances des étudiants dans les sujets d’affaires et de gestion. Les cinq options de maîtrise sont une maîtrise en administration des affaires (M.B.A.), une maîtrise en administration des affaires – Droit (M.B.A. – Droit), une maîtrise en gestion des services de santé (M.G.S.S.), une maîtrise ès sciences en gestion (M.Sc. gestion) et une maîtrise ès sciences en systèmes de santé (M.Sc. systèmes de santé).
Les études interdisciplinaires sont une série de maîtrises et certificats offerts par l’école de gestion Telfer, en collaboration avec d’autres facultés de l’Université d’Ottawa. Les cinq programmes sont la gestion en ingénierie, les affaires électroniques, le commerce électronique, la gestion de projet en technologie de l’information et la science des systèmes.

### Formation des cadres
Les programmes pour cadres sont offerts pour les professionnels voulant compléter leur maîtrise sans grande interruption avec leur carrière. Les programmes sont une maîtrise en administration des affaires pour cadres (E.M.B.A.) et une diversité de programmes de leadership pour cadres.

## Accréditations
L'École de gestion Telfer est l'une parmi seulement trois écoles en Amérique du Nord et environ 40 autour du monde qui a reçu le mérite de «Triple couronne». Ce type de reconnaissance lui donne une réputation qui lui permet d’attirer des étudiants au niveau mondial et de faire des recherches dites exceptionnelles.

### Ententes académiques
L’École de gestion Telfer de l’Université d’Ottawa est agréée par l'Association to Advance Collegiate Schools of Business (AACSB) (obtenu en 2003), par l'Associstion des MBAs (AMBA) (reçu en 2005), par l'EQUIS (acquis par l'école en 2009) et par APRHO.

### Classement
Son programme de MBA détient le 6e rang canadien et 70e rang mondiale dans les palmarès des meilleures écoles de gestion de la revue ReportED. Elle figure aussi parmi les meilleurs au monde dans les palmarès des programmes de MBA de la revue Financial Times. Pour ce qui est des palmarès des programmes de MBA pour cadres de la revue Financial Times, elle a la 87e position et pour son programme international, elle a la 15e position. De plus, l'École de gestion Telfer figure depuis 2005 parmi les palmarès des meilleures écoles de gestion de la Princeton Review. Enfin, l'organisme Corporate Knights classe Telfer, en 2007, parmi les 10 meilleures écoles au Canada,.